# Путра, Кшиштоф
Кши́штоф Я́куб Пу́тра (пол. Krzysztof Jakub Putra, 4 июля 1957 года, Юзефово, Подляское воеводство, Польша — 10 апреля 2010 года, Смоленск, Россия) — польский политик правого толка.

## Биография
Родился 4 июля 1957 года в Юзефово.

### Образование и трудовая деятельность
Получил среднее образование, окончил механический техникум в Белостоке в 1982 году по специальности «техник-механик». С 1975 по 1994 год работал на заводе инструментов и приборов в Белостоке. Был членом профсоюзных организаций, с августа 1980 года был членом «Солидарности».

### Политическая деятельность
С 1989 по 1991 год был членом Сейма от «Солидарности». На парламентских выборах 1991 года был избран по спискам «Соглашения центристских сил» от округа № 9 (Белосток).
В 2001 году был в числе основателей партии Право и справедливость, до времени своей гибели являлся руководителем отделения партии в Подляском воеводстве. С 2002 по 2005 год был членом сеймика Подляского воеводства.
Занимал должность вице-маршала Сената с 27 октября 2005 года по 4 ноября 2007 года, вице-маршал Сейма Польши с 6 ноября 2007 года.

### Смерть и похороны
10 апреля 2010 года в составе польской делегации, возглавляемой Президентом Польши Лехом Качиньским, направился в Россию с частным визитом на траурные мероприятия по случаю 70-й годовщины Катынского расстрела. При посадке на аэродром Смоленск-Северный самолёт разбился. В авиакатастрофе не выжил никто.
Похоронен 20 апреля 2010 года в Белостоке.

## Семья
Был женат на Эльжбете и имел восемь детей( двух дочерей и шестерых сыновей). 
Двоюродный брат — Томаш Путра, регбист и регбийный тренер. Сам Кшиштоф любил регби и не пропускал матчи национальной сборной.

## Награды
- Командор со звездой ордена Возрождения Польши (2010 год, посмертно)[7]
- Кавалер Большого креста португальского ордена Заслуг (2008)[8]